# Petilia Policastro
Petilia Policastro is een gemeente in de Italiaanse provincie Crotone (regio Calabrië) en telt 9544 inwoners (31-12-2004). De oppervlakte bedraagt 96,4 km², de bevolkingsdichtheid is 99,5 inwoners per km².
De volgende frazioni maken deel uit van de gemeente: Camellino, Foresta, Pagliarelle.

## Demografie
Petilia Policastro telt ongeveer 3206 huishoudens. Het aantal inwoners daalde in de periode 1991-2001 met 8,4% volgens cijfers uit de tienjaarlijkse volkstellingen van ISTAT.
| Jaar | Inwoneraantal |
| ---- | ------------- |
| 1991 | 10.473        |
| 2001 | 9594          |

## Geografie
Petilia Policastro grenst aan de volgende gemeenten: Cotronei, Mesoraca, Roccabernarda, Taverna (CZ).
Belvedere di Spinello · Caccuri · Carfizzi · Casabona · Castelsilano · Cerenzia · Cirò · Cirò Marina · Cotronei · Crotone · Crucoli · Cutro · Isola di Capo Rizzuto · Melissa · Mesoraca · Pallagorio · Petilia Policastro · Rocca di Neto · Roccabernarda · San Mauro Marchesato · San Nicola dell'Alto · Santa Severina · Savelli · Scandale · Strongoli · Umbriatico · Verzino
1. ↑  https://demo.istat.it/?l=it.